# كازينو على الانترنت
الكازينوهات على الإنترنت، والمعروفة أيضًا باسم الكازينوهات الافتراضية أو الكازينوهات على الإنترنت، هي إصدارات إلكترونية من الكازينوهات التقليدية («الطوب وقذائف الهاون»). تسمح الكازينوهات على الإنترنت للاعبين بلعب ألعاب الكازينو والرهان على الإنترنت. وهو شكل الخصبة من القمار عبر الإنترنت. الكازينوهات على الإنترنت عموما تقدم احتمالات أعلى قليلا ومعدلات استرداد متعددة من الكازينوهات على أساس الأرض. [مطلوب] تتطلب بعض الكازينوهات على الإنترنت عائدًا مرتفعًا للاستثمار في ماكينات القمار، وينشر بعضها النسبة المئوية للعوائد على مواقعهم الإلكترونية. إذا كان الكازينو عبر الإنترنت يستخدم مولد رقم عشوائي مبرمج بشكل صحيح، فإن لعبة الطاولة تحتوي على حافة منزل محددة في البلاك جاك. يتم تحديد نسبة الدفع لهذه اللعبة وفقًا لقواعد اللعبة. العديد من الكازينوهات على الإنترنت أو شراء برامج الكازينوهات من شركات مثل CryptoLogic Inc (الآن أمايا)، تكنولوجيا الألعاب الدولية، Microgaming، Playtech، Golden Race و Realtime Gaming.
يمكن تقسيم الكازينوهات على الإنترنت «الكازينو عبر الإنترنت أنواع» إلى الكازينوهات على الإنترنت على أساس واجهة والكازينوهات القابلة للتحميل. بعض الكازينوهات تقدم واجهتين.

## برمجيات كازينوهات الإنترنت
كازينو أون لاين أون لاين (المعروف أيضا باسم كازينو فلاش) هو موقع على شبكة الإنترنت حيث يمكن للمستخدمين الاستمتاع بألعاب الكازينو دون تحميل البرامج على حواسيبهم المحلية. يتم عرض الألعاب بشكل أساسي كملفات Macromedia Flash أو Macromedia Shockwave أو JavaScript plug-ins وتتطلب دعم المستعرض لهذه المكونات الإضافية. بالإضافة إلى ذلك، مطلوب عرض النطاق الترددي لأنه يتم تحميل جميع الرسومات والأصوات والرسوم المتحركة عبر الويب عبر مكون إضافي. بعض الكازينوهات على الإنترنت تسمح بالألعاب من خلال واجهة HTML. لا تستطيع أجهزة Apple مثل iPod و iPad و iPhone تشغيل ألعاب الفلاش لأن التقنية غير مدعومة.

## أنواع كازينوهات الإنترنت
يجب أن تقوم الكازينوهات القائمة على التنزيل بتحميل برنامج العميل للاستمتاع بألعاب الكازينو المعروضة والمراهنة. يتصل برنامج الكازينو عبر الإنترنت بمزودي خدمات الكازينو ويعالج الاتصالات بدون دعم المتصفح. يتم تشغيل الكازينوهات على الإنترنت التي يتم تحميلها بشكل أسرع بشكل أسرع من الكازينوهات عبر الإنترنت، نظرًا لأن برامج الصوت والرسومات يتم تخزينها مؤقتًا من قبل عملاء البرامج بدلاً من تنزيلها من الإنترنت. من ناحية أخرى، فإن أول عملية تنزيل وتثبيت لعملاء الكازينو عبر الإنترنت تعتمد على الوقت. في كل مرة تقوم بالتنزيل من الإنترنت، هناك خطر من وجود برنامج يحتوي على برامج ضارة. لعبة كازينو افتراضية
في لعبة الكازينو الافتراضية، تعتمد نتيجة كل لعبة على البيانات الناتجة عن مولد الأرقام العشوائية الزائفة (PRNG). يحدد ذلك ترتيب البطاقات في لعبة الورق، أو نتيجة لفة اللفات، أو النتيجة الناتجة عن الدوران على آلة القمار أو عجلة الروليت. تستخدم PRNG سلسلة من الإرشادات الرياضية المعروفة باسم الخوارزميات لتوليد تيار من الأرقام الطويلة التي تعطي مصادفة حقيقية. هذا ليس مثل توليد الكلام العشوائي الحقيقي (الكمبيوتر غير ممكن بدون مصدر دخل خارجي)، لكنه أكثر المتطلبات صرامة من الصدفة الحقيقية، ويوفر نتائج ترضي الجميع. إذا تم التنفيذ بشكل صحيح، فإن خوارزمية PRNG، مثل Mersenne Twister، ستجعل اللعبة عادلة وغير متوقعة. بشكل عام، ومع ذلك، يجب على اللاعب الاعتماد على البرامج التي لا يتلاعب بها لزيادة حافة المنزل، لأن العمل الداخلي غير مرئي للمستخدم. يتم التحكم في الكازينوهات على الإنترنت بشكل صحيح من قبل المراجعين المستقلين وكالة تنظيمية عن بعد، وتحقق لمعرفة ما إذا كانت تمتثل لاحتمال محددة من نسبة الفوز، يمكن للاعب أن يكون متأكدا إلى حد ما أن الألعاب هي عادلة لعلى ثقة المنظمين. يعيش تاجر كازينو ألعاب.
في ألعاب الكازينو المباشرة، يقوم الموزعون البشريون بتشغيل الألعاب في الوقت الفعلي على لوحة ألعاب الكازينو، والتي يمكن مشاهدتها عبر رابط فيديو مباشر. يمكن للاعب استخدام وحدة التحكم على الشاشة لاتخاذ القرارات والتواصل مع البائع باستخدام الدردشة النصية. يتم تحويل نتائج المعاملات المادية للمتاجر، مثل نتائج دبوس عجلة الروليت أو التعامل مع البطاقة، إلى بيانات يمكن استخدامها في البرامج باستخدام تقنية التعرف الضوئي على الأحرف (OCR). هذا يسمح للاعب بالتفاعل مع اللعبة بالطريقة نفسها كما في لعبة الكازينو الافتراضية، باستثناء أن النتيجة يتم تحديدها بواسطة الإجراء الفعلي بدلاً من العملية التلقائية.
هذه الألعاب مستضافة أكثر من الألعاب الافتراضية. هذا لأن هناك حاجة إلى مزيد من الاستثمار في التكنولوجيا والموظفين. يستخدم لايف كازينو استوديو عادة الأنشطة قدم بوس العديد من المديرين التنفيذيين ومديري تكنولوجيا المعلومات واللاعبين ويشكك القضاة بين الوسطاء للإسراع المواد التقنية اللازمة لتشغيل واحد أو أكثر من الكاميرات، ومجموعة متنوعة من الألعاب. في معظم الحالات، ستحتاج إلى ثلاثة إعدادات على الأقل تتكون من استوديو غرفة المعيشة، وغرفة خادم / برامج، وغرفة تحليلية. يختلف تكوين هذه الغرفة من كازينو إلى كازينو، ويحتوي بعضها على طاولات متعددة في غرفة واحدة، ويحتوي بعضها على طاولة واحدة في كل غرفة. إن تكاليف التشغيل المرتفعة لتشغيل ألعاب Live Dealer هي السبب في أن الكازينوهات على الإنترنت تقدم الألعاب الأكثر شعبية مثل الروليت، والبلاك جاك، والبو بوكنات في هذا الشكل. وبالمقارنة، فإن التكلفة الافتراضية للعبة افتراضية منخفضة للغاية، وليس من غير المألوف أن تقدم الكازينوهات على الإنترنت المئات من ألعاب الكازينو الافتراضية المختلفة للاعبين على موقعهم.
تقدم الكازينوهات على الإنترنت مجموعة متنوعة من الطرق لاستضافة ألعاب حية، مثل تقديم ألعاب حية من خلال قنواتها التلفزيونية أو تقديم الألعاب حصريًا عبر مواقعها الإلكترونية. بالنسبة لألعاب الفيديو، يستطيع اللاعبون غالبًا وضع الألعاب بدلاً من ممارسة الألعاب باستخدام هاتف جوال أو جهاز تلفزيون عن بعد عبر أجهزة الكمبيوتر المتصلة بالإنترنت.

## المُكافآت التي تُقدمها كازينوهات الإنترنت
حينما انطلقت كازينوهات الإنترنت في تسعينات القرن الماضي كان اللاعبون لا يعرفون ما مدى أمانتها وموثوقيتها. لذلك فإنها كانت تُقدِّم مُكافآت مالية مُباشرة يُمكن للاعبين استخدامها في الرهان على الألعاب المُختلفة، وإذا حقق اللاعب فوزًا من هذه المُكافأة فيُمكنه أن يسحب أرباحه بسهولة! لكن مع مرور الوقت، أصبحت هناك طُرقًا أخرى قانونية لإثبات موثوقيّة الكازينو وهي لجان وجهات المُقامرة المحليّة Gambling Commissions.
لكن لاتزال الكازينوهات تُقدِّم أنواعًا مُختلفة من المُكافآت لجذب اللاعبين الجُدد والحفاظ على اللاعبين الحاليين. ويتم تقديم هذه المُكافآت بشروط وأحكام تُحدد للاعبين عددًا مُعينًا من المُضاعفات يجب عليهم أن يتخطوه ليتمكنوا من الحصول على الأرباح. وفي الغالب فإن اللاعبين يفشلون في تجاوز تلك الشروط؛ نظرًا لأن احتمالات الفوز - على المدى المتوسط والطويل - تنحاز للكازينوهات.

## الألعاب التي تُقدمها كازينوهات الإنترنت
تُقدم كازينوهات الإنترنت نفس الألعاب الموجودة في الكازينوهات التقليدية؛ مثل البوكر والبلاك جاك والروليت وسلوتس. ومن بين أشهر الألعاب التي تُقدمها هي العاب الجائزة الكُبرى أو (الجاكبوت)؛ تقوم هذه الألعاب باستقطاع نسبة مُحددة من رهان كل لاعب ثم تقوم بإضافته إلى مبلغ الجائزة الكُبرى التي يفوز بها لاعب واحد فقط من بين مئات الآلآف من اللاعبين. وتتراوح هذه الجائزة بين نصف مليون إلى 3 ملايين دولار.

## الخصوصية والأمان في كازينوهات الإنترنت
عامل الأمان في كازينوهات الإنترنت ضروري وحساس جدًا للاعبين لأنهم يُريدوا أن يُودعوا أموالهم وبياناتهم في كازينو موثوق وآمن، والكازينو يُريد إثبات موثوقيته بحصوله على تراخيص اللجان المُقامرة المعروفة مثل لجنة ألعاب القمار في المملكة المتحدة UKGC، أو لجنة جبل طارق، أو لجنة مالطا. لكن هذا الترخيص لا يكون ساريًا إلا داخل حدود الدولة المانحة له.
على سبيل المثال، فإن الدول العربية تفرِّض حظرًا على كل أشكال المراهنة وتمنع مواطنيها والوافدين إليها من الوصول إلى كازينوهات الإنترنت؛ نظرًا لأن الشريعة الإسلاميّة تُحرِّم المُقامرة بشكلٍ خاص وأي نوع من المراهنات بشكلٍ عام.
لذلك فإن ترخيص أي دولة أوروبيّة لأي كازينو اون لاين يُعتبَّر بلا قيمة بالنسبة للاعبين العرب؛ لأن الدول العربيّة تحظر هذه الكازينوهات من الأساس وبالتالي فإن الدخول عليها واللعب فيها يُعتبَّر – من وجهة نظر الحكومات العربية – عملًا مُخالفًا للقانون! بالتالي فإن المظلة الوحيدة التي يُمكن أن تضمن للاعبين الحصول على تجربة آمنة وعادلة هي سمعة الكازينو في مُجتمع اللاعبين على الإنترنت، ولكن حتى الكازينوهات التي تتمتَّع بسُمعة جيدة تُقرّ بأن الدخول عليهامن الدول التي تحظر ألعاب القمار هو شيء غير قانوني من الأساس!

## الجهات التي تُراقب كازينوهات الإنترنت
توجد العديد من الجهات القانونية التي تُراقب كازينوهات الإنترنت في الدول الأوروبية، وأشهرهم على الإطلاق لجنة ألعاب القمار في المملكة المُتحدة ولجنة جبل طارق ولجنة مالطا. يتمثَّل الدور الأساسي لهذه اللجان في مُراقبة الكازينو للتأكد من أنه يقدم تجربة لعب عادلة وبأنه مُلتزم بمعايير الشفافية والإفصاح. بالإضافة إلى ذلك، فإن الكازينو الذي يحصل على ترخيص أي من الجهات الأوروبية مُلتزم بعدم قبول الأموال مجهولة المصدر، أو اللاعبين المُدمنين على القمار، أو اللاعبين تحت السن القانوني (18 عام). كما تقوم هذه اللجان بتحصيل الضرائب من الكازينو نظير السماح له بالوصول إلى اللاعبين في البلد الخاصّ باللجنة، وإذا لاحظت أي تجاوزات شابت أداء عمل الكازينو فإنها تفرِّض عليه غرامة وإذا لم يدفعها فأن الترخيص يُسحَّب منه.

## وسائل الإيداع والسحب
هناك العديد من وسائل الإيداع والسحب التي يقبلها الكازينو والتي يُمكن تصنيفها بشكلٍ رئيسي إلى:
- التحويل المصرفي العادي.
- البطاقات البنكية.
- المحافظ الإلكترونية.
- العملات المُشفرَّة.

يُمكن للاعبين حول العالم استخدام المحافظ الإلكترونية والعملات المُشفرّة لإجراء الودائع والسحوبات، ولكن التحويل المصرفي والبطاقات البنكية عادة ما يخضع لقيودٍ من البنوك المركزية. على سبيل المثال، إذا قُمت بالإيداع في كازينو من دولة عربية باستخدام بطاقة حسابك البنكي أو التحويل المصرفي فقد لا تتمّ العمليّة نظرًا لأن البنوك المركزيّة العربية تفرِّض حظرًا على التعامل المالي مع مواقع المراهنات الرياضية وكازينوهات الإنترنت.